# تاكايوكي سوغو
تاكايوكي سوغو (菅生隆之 سوغو تاكايوكي) هو ممثل ياباني ولد في 1 أغسطس 1952 في محافظة تشيبا.

## أدواره في الأنمي

### مسلسلات أنمي تلفزيونية
- بليتش - زانغيتسو
- بليتش: حرب دماء الألف عام - يهفاخ
- بوسو رينكين - قبطان الديب بليسينغ
- هيت غاي جاي - جاي
- فتاة الجحيم - وانيودو
- فتاة الجحيم: القفصين - وانيودو
- فتاة الجحيم: الإبريق ثلاثي القوائم - وانيودو
- فتاة الجحيم: رفيق المساء - وانيودو
- أسطول الزجاج - غورنا
- غاد غارد - دروجيل
- شاكوغان نو شانا - تينموكو إيكو
- شاكوغان نو شانا III(فاينل) - تينموكو إيكو
- ناروتو - الهوكاجي الأول/هاشيراما سينجو
- ناروتو شيبودن - الهوكاجي الأول/هاشيراما سينجو
- ساموراي تشامبلو - كاريا كاغيتوكي
- المقيم الأبدي - هاباكي كاغيمورا
- باكانو! - غوس بيركينز
- يو يو هاكوشو - رايزين
- غورين لاغان - الراوي، سيمون المسن
- باكوريتسو تنشي - ليو جينّو
- دي جرايمان - ديفون
- غوين ساغا - فلاد
- جوشين إنبو - والد تايتو
- فل ميتال بانيك! The Second Raid - ماير أميت
- خيميائي الفولاذ - رجل مسن
- برج درواغا 〜the Aegis of URUK〜 - جد يوري
- غوسيك - المركيز ألبير دو بلوا
- طوكيو غول - يوشيمورا
- بونغو ستراي دوغز - هيرمان إم
- بطولات أرسلان - أندراغوراس الثالث
- بطولات أرسلان: رقصة العاصفة الترابية - أندراغوراس الثالث
- تيلز أوف زيستيريا ذا كروس - هيلدالف
- برنسس برنسبل - الراوي، L
- خادمة الآنسة كوباياشي تنين - والد تورو
- كوتورا-سان - غانتيتسو إيشياما
- نهوض بطل الدرع - البابا
- غولدن كاموي - شينباتشي ناغاكورا
- فينلاند ساغا - الملك سفين
- غيفن - الراوي
- كارول آند تيوزداي - شفارتز
- ديجيمون غوست غيم - ماميمون

### أنمي الإنترنت
- باكي (2018) - دوبّو أوروتشي

### أوفا أنمي
- البدلة المتنقلة جاندام يونيكورن - كاردياس فيست
- سوبرنتشرل ذي أنيميشن - أدولف

### أفلام أنمي
- فيلم بليتش: ذا داياموند داست ريبيليون, هيورينمارو آخر - زانغيتسو
- فكسل - كابتن بورغ
- سلسلة أفلام كود غياس: أكيتو المنفي
  - كود غياس: أكيتو المنفي: الفصل الثاني «انقسام التنين» - الدوق فيرانس
- غورين لاغان: الحجر اللولبي - سيمون المسن

## أدواره في ألعاب الفيديو
- فاينل فانتسي XII - ريداس
- ناروتو شيبودن: ألتيميت نينجا ستورم ريفولوشن - الهوكاجي الأول/هاشيراما سنجو
- ناروتو شيبودن: ألتيميت نينجا ستورم 4 - الهوكاجي الأول/هاشيراما سنجو
- تيلز أوف زيستيريا - هيلدالف
- أرسلان: ذا واريورز أوف ليجند - أندراغوراس الثالث

## أدواره في الدبلجة اليابانية
- ثلاثية أفلام سيد الخواتم
  - سيد الخواتم: رفقة الخاتم - إلروند
  - سيد الخواتم: البرجان - إلروند
  - سيد الخواتم: عودة الملك - إلروند
- حرب النجوم: حرب المستنسخين - اللواء غريفاس
- أفاتار - مايلز كواريتش
- ستار تريك (2009) - سبوك المسن
- هاري بوتر ومقدسات الموت – الجزء 2 - أبرفورذ دمبلدور
- الحاسة السادسة - مالكوم كرو
- كلاب وقطط - بوتش
- في فور فنديتا - في
- ترو لايز - هاري تاسكر
- ذا لاست إيربندر - التنين
- سبايدرمان المذهل - النقيب جورج ستيسي
- سبايدرمان المذهل 2 - النقيب جورج ستيسي
- السرعة والغضب: قيادة طوكيو - الملازم بوزويل
- سلاحف النينجا - سبلينتر
- ماي ليتل بوني: فرندشيب إز ماجيك - كرانكي دودل الحمار

## وصلات خارجية
- تاكايوكي سوغو على موقع IMDb (الإنجليزية)
- تاكايوكي سوغو على موقع ميوزك برينز (الإنجليزية)
- تاكايوكي سوغو على موقع قاعدة بيانات الفيلم (الإنجليزية)
- تاكايوكي سوغو على موقع كينوبويسك (الروسية)
- تاكايوكي سوغو على موقع ANN person (الإنجليزية)